# Estação Petare
A Estação Petare é uma das estações do Metrô de Caracas, situada no município de Sucre, entre a Estação La California e a Estação Palo Verde. Administrada pela C. A. Metro de Caracas, faz parte da Linha 1.
Foi inaugurada em 19 de novembro de 1989. Localiza-se no cruzamento da Avenida Francisco de Miranda com a Avenida Principal de La Urbina. Atende a paróquia de Petare.